# Декартово произведение
Декартово произведение на множествата A и B се нарича множеството, чиито елементи са всички наредени двойки от елементите на A и B. Всеки елемент от първото множество се комбинира с елемента със същия индекс от второто множество.
A x B ={ (a, b) | a∈A, b∈B }
Декартовото произведение не притежава свойства комутативност и асоциативност.